# Джим Баттон
«Джим Баттон» (англ. Jim Button), дословный перевод как «Джим Пуговка» (нем. Jim Knopf) — мультсериал, созданный в 2000 году по одноимённому роману Михаэля Энде Францией и Германией. В России мультсериал транслировался по Fox Kids.

## Сюжет

### Первый сезон
Действие происходит в сказочном мире, в котором растут стеклянные и металлические деревья, локомотивы могут летать и ездить по воде, а живут здесь не только люди, но и другие удивительные и интересные существа, такие как русалки, великаны, разные дивные звери и даже драконы, у которых также есть своя страна и свой правитель. Именно с этой страны и правителя начинается история о Джиме. Злобная королева Драконьей страны миссис Скалозуб жалуется своему доктору на свою новую болезнь и требует немедленного лечения. Но лучший драконий лекарь ничего не может сделать, потому что эта болезнь — старость. Но в одной из книг он находит цитату: «Кто смеется — тот никогда не старится». Но проблема в том, что драконы не умеют смеяться! Разъяренная королева приказывает своим слугам-полудраконам разыскать пиратов из Чёртовой дюжины, чтобы те нашли и похитили для неё человеческих детёнышей, которые могли бы научить её смеяться. Пираты с радостью выполняют приказ, отправив малышей в почтовых ящиках в драконью страну Гореземье. Но один ящик по почтовой ошибке попал не в Гореземье, а в Горноземье — крохотную страну с несколькими домами и жителями. Жители вскрывают коробку и обнаруживают там малыша, которого назвали Джимом. Откуда он был родом и как он к ним попал по почте, им было неизвестно, но в своих приключениях они обязательно раскроют все загадки! Прошло 10 лет, и Джим отправляется со своим лучшим другом Люком и его особенным локомотивом Эммой в путь.
По дороге они натыкаются на пиратов Чёртовой дюжины, где знакомятся с прекрасной принцессой Великой империи Мандаллы Лиси. Её тоже везли к драконьей правительнице. К несчастью, героям не удаётся её спасти, и они покидают корабль пиратов. Джим очарован принцессой, и предлагает Люку пойти за пиратами следом и вызволить красавицу. С этого момента начинается долгое и увлекательное путешествие двух друзей.

### Второй сезон
Героям удалось спасти детей от драконов, и не только: они обрели новых друзей, победили злобных пиратов и коварных заговорщиков против Императора Мандаллы. Также благодаря Джиму миссис Скалозуб научилась смеяться, стала Золотым драконом Мудрости и впала в годовой сон, пообещав мальчику после пробуждения рассказать ему о его происхождении.
Прошел почти год, заветный час близок. Но у земель Горноземья случается беда — почтовый катер во время шторма разбился о рифы. Жители Горноземья приходят к общему решению — отправить Джима и Люка к великану мистеру Тур Туру, который бы мог служить на острове в качестве маяка. Друзья с радостью соглашаются и отправляются в новое незабываемое приключение. Но старые злодеи тоже не дремлют: пираты находят новый превосходный корабль, где обнаруживают судовой журнал, где говорится о Кристалле Вечности, который дает огромную силу и делает своего обладателя неуязвимым. Пираты с энтузиазмом бросаются на его поиски, а хитрый Пи Па По и его подопечный Мэй Вен Ти идут за ними следом, ведь каждому из них хочется отомстить за своё поражение…

## Персонажи

### Положительные
- Джим Баттон — темнокожий мальчик 10 лет, путешествующий вместе со своим другом-машинистом Люком. Не обучен грамоте, но хорошо рисует. Усыновлён миссис Чтотам из Горноземья, настоящие родители — правители страны Джамбала.
- Люк — машинист Горноземья, заменивший Джиму отца. Именно из-за того, что его локомотив король решил ликвидировать, отправляется путешествовать с Джимом. Очень храбр и силён, любит поесть, привязан к своему локомотиву Эмме. Неоднократно её переделывал, самая последняя модификация — полёт с помощью магнитов.
- Лиси (Лю Си, в некоторых переводах) — принцесса страны Мандалла. Была похищена пиратами для миссис Скалозуб. Сразу влюбилась в Джима, который пытался вызволить её из пиратского плена. Во втором сезоне путешествует вместе с ним и Люком. Очень умная и храбрая.
- Пинг Понг — годовалый внук королевского повара, друг Джима, Люка и Лиси. Несмотря на возраст, развит не по годам, как и остальные жители Мандалы. Примечателен тем, что всегда ходит в подгузнике. После свержения Пи Па По стал новым премьер-министром Мандалы.
- Непомак — полудракон; подружился с Джимом и Люком, когда они починили его вулкан и спас их от гибели, из-за чего был изгнан своими собратьями из своей страны, поэтому Джим и Люк взяли его с собой. Разлучается с ними после спасения Лиси, но во втором сезоне появляется снова и становится хранителем гигантского магнита Гурумуш.
- Пунг Гин — пожилой император Мандалы, отец Лиси. Очень любит дочь, что и стало причиной похитить её для Пи Па По. Несмотря на свою доброту и сентиментальность, мудр и проницателен.
- Миссис Чтотам — повариха из Горноземья, приёмная мама Джима. Несмотря на то, что он ей не родной, она искренне полюбила его с первого взгляда и окружала заботой всю жизнь. Сильно за него переживает с тех пор, как он уехал.
- Кигу — эльф-правитель Леса Тысячи Чудес. Джим и Люк встретили его по дороге в Гореземье и помогли ему победить коварного дровосека Чоп-Чопа, разрушавшего лес. За время отсутствия Джима и Люка лес был разграблен стражей Пи Па По, но после возвращение Пунг Гина восстановлен.
- Тут Тур — старичок с длинной бородой, живущий в пустыне. Его тело имеет одно волшебное свойство: чем дальше от него стоишь, тем больше ростом он кажется. Таким образом, издали его все принимают за великана. Встречал Джима и Люка дважды: в первом сезоне помог им в поисках Лиси, а во втором был перевезён в Горноземье и стал пользоваться своей особенностью, чтобы служить для города маяком.
- Урсулапичи — добрая русалочка, спасённая Джимом и Люком от акулы в начале второго сезона. Быстро подружилась с ними и помогала бороться с Чёртовой Дюжиной и в спасении Непомака.

### Отрицательные
- Пи Па По — коварный премьер-министр Мандалы. Из-за жажды власти помог похитить Лиси, чтобы император из-за депрессии стал неспособен управлять страной, и тогда по законодательству Мандалы власть бы отошла к Пи Па По, как к премьер-министру. В итоге временно добился своего, но был свергнут Джимом и Пунг Гином, после чего отправлен в изгнание. Однако и после этого не потерял жажды власти и начал искать способы захватить весь мир.
- Мэй Вен Ти — глава стражи Мандалы, сообщник Пи Па По. Помогал ему из-за желания самому стать премьер-министром. Заметно умнее своего господина, но во всём ему подчиняется.
- Миссис Скалозуб — пожилая дракониха, правительница Гореземья. Похитила Лиси и ещё четверых детей (включая Пинг Понга), чтобы они научили её смеяться и тем самым позволили ей после смерти стать Золотым Драконом Мудрости. Была основным антагонистом в первом сезоне наравне с Пи Па По. В итоге была побеждена, но Джим неожиданно начал проявлять к ней доброту и даже смог её рассмешить, после чего она всё-таки стала Золотым Драконом и впала в годовой сон. Тем не менее, периодически пробуждалась, помогая Пинг Понгу и Джиму предсказаниями. В финале пробудилась окончательно и открыла Джиму его происхождение.
- Чёртова Дюжина — шайка из тринадцати пиратов (отсюда и название), состоящая из двенадцати матросов и одного капитана. Они одеты одинаково и ведут себя очень похоже. Довольные подлые и вспыльчивые, но не лишены и некоторых хороших качеств. В конце выясняется, что на самом деле их всегда было двенадцать (что можно заметить даже в первом сезоне, когда вся команда в сборе), и что они являются потомками двенадцати владык морей, служивших семье Джима. После недолгих раздумий, переходят на сторону Джима.

## Русский дубляж
Роли дублировали:
- Валерий Соловьёв — Люк
- Владимир Маслаков — Джим Баттон
- Татьяна Иванова — Лиси, Миссис Скалозуб